# NSD (企業)
株式会社NSD（エヌエスディー）は、日本のシステムインテグレーター（独立系）。東京証券取引所プライム市場上場。みどり会の会員企業であり三和グループに属している。JPX日経インデックス400の構成銘柄の一つ。

## 沿革
- 1969年 - 大阪市東区（現・中央区）に「株式会社日本システムディベロップメント」設立。
- 1970年 - 東京営業所を東京都港区に設置。
- 1981年 - 大阪・東京2本社制を採用。
- 1988年 - 大阪証券取引所市場第二部に上場。
- 1991年 - 通商産業省（現・経済産業省）からシステムインテグレーターの認定。
- 1998年 - 大阪証券取引所市場第一部に上場。
- 1999年 - 東京証券取引所市場第一部に上場。
- 2001年 - NSD AMERICA INC. を米国カリフォルニア州に設立。
- 2002年 - 日本情報処理開発協会からプライバシーマークの使用許諾を取得。
- 2004年 - 本店ビルを大阪市中央区に建設し本店移転。
- 2006年 - 本社を東京本社に一元化。
- 2007年 - 本店を東京都新宿区に移転。
- 2007年 - 大阪証券取引所上場廃止。
- 2010年10月1日 - NSDに社名変更。
- 2013年9月2日 - 本社を東京都千代田区に移転。
- 2017年 - 採用管理システムのジャパンジョブポスティングサービスを買収（2018年にNMシステムズが吸収合併し、ステラスとなる）。

## グループ会社
出典
- 子会社（国内）
  - NSD・DXテクノロジー（株）
  - アートグループ
  - （株）ノーザ
  - （株）FSK
  - （株）ステラス
  - （株）シェアホルダーズ・リレーションサービス
  - （株）NSDワンピース
- 子会社（海外）
  - NSD International, Inc.
  - 成都仁本新動科技有限公司
- 関連会社（国内） 
  - コウノイケITソリューションズ（株）
  - ウィナーソフト（株）

## 健康経営
NSDは健康経営についていくつかの認定を受けている。
2008年、2013年、2016年、2021年には子育てサポート企業として厚生労働省からくるみん認定を受けている。
2024年度には経済産業省によって健康経営優良法人（大規模法人部門・ホワイト500）と健康経営銘柄2024に認定されている。